# Theope guillaumei
Espèce
Theope guillaumei est une espèce d'insectes lépidoptères appartenant à la famille  des Riodinidae et au genre Theope.

## Taxonomie
Theope guillaumei a été décrit par Jean-Yves Gallard en 1996.

### Sous-espèces
- Theope guillaumei guillaumei
- Theope guillaumei cecropia DeVries & Hall, 1996; présent au  et au Costa Rica[1].

### Noms vernaculaires
Theope guillaumei se nomme Yellow-dusted Theope en anglais 

## Description
Theope guillaumei est un papillon au dessus marron doré aux ailes poudrées de bleu clair métallisé à leur base. Chez Theope guillaumei cecropia ce poudrage est plus intense formant une plage bleue aux ailes antérieures et couvrant la majorité des ailes postérieures de bleu clair métallisé.
Le revers est de couleur ocre doré dans la partie basale, gris doré vers l'extérieur.

## Biologie

### Plantes hôtes
Les plantes hôtes de sa chenille sont des Cecropia, dont Cecropia insignis et Cecropia peltata (à confirmer).

## Écologie et distribution
Theope guillaumei est présent en Guyane et au Costa Rica.

### Biotope
Il réside dans la région côtière de la Guyane.

### Protection
Pas de statut de protection particulier.